# Józef Gołuchowski (zm. 1759)
Józef Gołuchowski herbu Rawicz (zm. 16 kwietnia 1759 roku) – chorąży sandomierski w 1748 roku, podstoli wiślicki w 1736 roku, komornik graniczny wiślicki.
Pochowany w kościele reformatów w Pińczowie.